# Ленинградска АЕЦ
Ленинградската АЕЦ (на руски: Ленинградская АЭС) е атомна електроцентрала в Русия. Разположена е в Ленинградска област, на около 65 km западно от град Санкт Петербург. Близкото атомно градче Соснови Бор е построено за нуждите на атомната електроцентрала.
Централата разполага с два действащи РБМК-1000 реактора с мощност 925 MW. Два сходни реактора вече са изведени извън експлоатация, като текат строителните дейности по четири нови реактора тип ВВЕР-1200/491. Това е първата АЕЦ в Русия, използваща реактор тип РБМК. Тъй като те вече са стари, дългосрочният план е постепенно да бъдат заменяни от реактори тип ВВЕР. През годините си на работа Ленинградската АЕЦ претърпява множество инциденти.
Към 2022 г. Ленинградската АЕЦ произвежда 14,06% от електроенергията на концерна „Росенергоатом“.